# 彼得·范·莫倫霍文
彼得·范·莫倫霍文教授（1939年4月30日—），是瑪格麗特公主的丈夫，也是荷兰王室的一员。